# Virus cúm B
Virus cúm B là loài duy nhất trong chi Betainfluenzavirus thuộc họ virus Orthomyxoviridae.
Vi-rút cúm B chỉ được biết là lây nhiễm cúm cho người và hải cẩu. Phạm vi vật chủ hạn chế này rõ ràng là nguyên nhân của việc thiếu các đại dịch cúm liên quan trái ngược với các vi rút gây ra bởi virut cúm A tương tự về mặt hình thái vì cả hai đều bị đột biến với sự trượt gen và tái tổ hợp kháng nguyên. Có hai dòng lưu hành của virut cúm B được biết đến dựa trên đặc tính kháng nguyên của glycoprotein hemagglutinin bề mặt. Các dòng được gọi là vi rút B / Yamagata / 16/88 và B / Victoria / 2/87. Vắc-xin phòng bệnh cúm bốn cấp được CDC cấp phép hiện được thiết kế để bảo vệ chống lại cả hai dòng cùng lưu hành và đã được chứng minh là có hiệu quả cao hơn trong việc phòng ngừa cúm do vi-rút cúm B gây ra so với vắc-xin ba cấp trước đó.
Để làm giảm thêm tác động của vi-rút này, "ở người, vi-rút cúm B tiến hóa chậm hơn vi-rút A và nhanh hơn virus cúm C ". Virus cúm B đột biến với tốc độ chậm hơn từ 2 đến 3 lần so với loại A. Tuy nhiên, người ta chấp nhận rằng virut cúm B gây bệnh tật và tử vong đáng kể trên toàn thế giới, và ảnh hưởng đáng kể đến thanh thiếu niên và học sinh.

## Hình thái
Capsid virus Influenza B được bao bọc trong khi virion của nó bao gồm một vỏ bọc, protein ma trận, phức hợp nucleoprotein, nucleocapsid và phức hợp polymerase. Nó đôi khi hình cầu và đôi khi có sợi. Hơn 500 hình chiếu mặt của nó được làm bằng hemagglutinin và neuraminidase.

## Cấu trúc bộ gen
Bộ gen của virut cúm B dài 14,548 nucleotide và bao gồm tám phân đoạn RNA âm tính tuyến tính, chuỗi đơn. Bộ gen đa bội được gói gọn lại, mỗi phân đoạn trong một nucleocapsid riêng biệt và các nucleocapsid được bao quanh bởi một đường bao.